# Grönlandi zene
A grönlandi zene két fő szál keveréke, az inuité és a dáné, amerikai és brit hatásokkal. A legnagyobb lemezmárka az ULO Sisimutból, amit Malik Hoegh és Karsten Sommer hozott létre. Az ULO kiad grönlandi rockegyütteseket, mint a Sume, popénekeseket, mint Rasmus Lyberth és hiphopbandákat mint Nuuk Posse, de Inuit népzenét is. A modern grönlandi zene elemeit alkalmazza Kristian Blak dzsesszzenész is.
Grönland zenei karaktere alapján "határozottan rock ország, mind zeneileg, mind szó szerint" Hans Rosenberg grönlandi dobos szerint. A dán külügyminisztérium szerint minden grönlandi zene – a dobtáncokat kivéve – külső stílusok hatása alatt áll.

## Népzene
Az inuit és a dán népnek is megvolt a maga népzenéje Grönlandon. Országszerte nagy hagyománya volt a történetek mesélésének, ami gyorsan lehanyatlott, miután 1857-ben megjelent a nyomtatott sajtó Dél-Grönlandon.
A tradicionális zene, ami túlélte az európai hatást a sziget keleti és északkeleti részén található meg. Ez szent dobtáncokat jelent, amit medvehúgyhólyaggal borított ovális fakeretű dobokon játszanak. A dobtáncok az egyetlen igazi bennszülött zenék Grönlandon, és részét képezik a gyökerekhez való visszatérésnek. A sámánok dobokat használtak a vallási rituálékhoz és néha énekpárbajokat rendeztek riválisok között, akik közül az győzött, aki jobban megnevettette a közönséget. Az inuit dobtáncok tradíciója hanyatlott a modern Grönlandon és amatőr színjátszó csoportok – mint például a Silamiut – kezdtek a helyükre lépni, akik bennszülött zenei elemeket, maszkot és arcfestést alkalmaztak. A Piseq egy személyes dal, ami a hétköznapi életről szól, és ami generációról generációra száll. A grönlandi inuit népdalok történeteket mesélnek, játékokat játszanak és megkönnyeztetik vagy felvidítják a hallgatóságot.

## Fordítás
Ez a szócikk részben vagy egészben  a   Music of Greenland című angol Wikipédia-szócikk fordításán alapul.  Az eredeti cikk szerkesztőit annak laptörténete sorolja fel. Ez a jelzés csupán a megfogalmazás eredetét és a szerzői jogokat jelzi, nem szolgál a cikkben szereplő információk forrásmegjelöléseként.

## Külső hivatkozások
- transcription and translation of the national anthem